# American University in the Emirates
Die American University in the Emirates (AUE; arabisch الجامعة الأمريكية في الإمارات, DMG al-Ǧāmiʿa al-Amrīkiyya fī l-Imārāt) ist eine private Universität in der Dubai International Academic City in den Vereinigten Arabischen Emiraten.  Die Universität wurde im Jahr 2006 gegründet und befindet sich in der Dubai International Academic City.

## Studiengänge

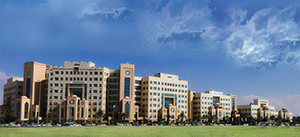
AUE

Die AUE bietet zehn Undergratuate-Programme und zehn Graduate-Programme in sieben Colleges an.

### Colleges
Es gibt sieben Colleges, die sowohl Bachelor- als auch Masterstudiengänge anbieten:
- College of Business Administration
- College of Media and Mass Communications
- College of Security and Global Studies
- College of Computer Information Technology
- College of  Design
- College of Law
- College of Education

### Institute und Centers
Neben den oben genannten Colleges bietet das AUE über seine fünf Institute und Zentren eine Reihe von Sprachkursen und anderen Berufsausbildungsprogrammen an:
- Language Learning Institute
- Ryada
- Technology Incubation Center
- Counseling and Disability Office
- Center for Educational Technology

### Akkreditierung
Die AUE ist eine vom Ministerium für Hochschulbildung und wissenschaftliche Forschung der Vereinigten Arabischen Emirate zugelassene Universität.
Der Bachelor of Computer Science im College of Computer Information Technology ist von der Computing Accreditation Commission von ABET akkreditiert.

## Weblink
- Offizielle Website